# サルバドールの朝
『サルバドールの朝』（サルバドールのあさ、Salvador (Puig Antich)）は2006年に公開されたスペインの映画である。日本語吹き替え版も発売されている。
スペインで実際に起きた事件に基づいている。

## ストーリー
スペインの反政府活動を行う青年であるサルバドール・プッチ・アンティック（実在の人物）が活動資金を得るために武装して銀行強盗を繰り返し、警官に逮捕される際に警察官を射殺、死刑（鉄環絞首刑）を宣告・執行されるまでの実話を描いている。

## キャスト
括弧内は日本語吹き替え声優
- サルバドール・プッチ・アンティック：ダニエル・ブリュール（浪川大輔）
- アラウ：トリスタン・ウヨア（村治学）
- ヘスス：レオナルド・スバラグリア（山路和弘）
- クカ：レオノール・ワトリング（甲斐田裕子）
- マルガリータ：イングリット・ルビオ（細越みちこ）